# Rævehøj (Dalby)

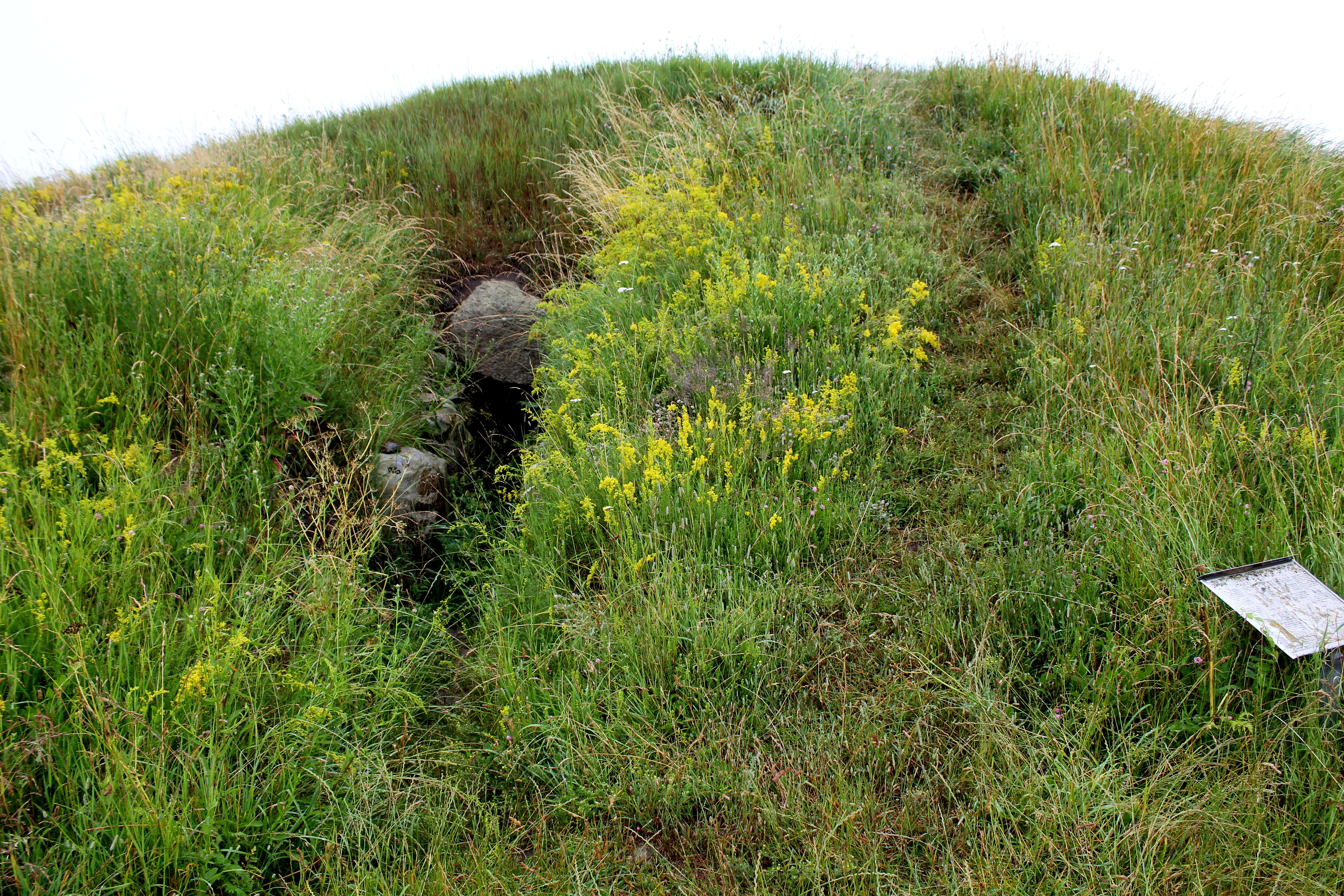
Rævehøj Zugang

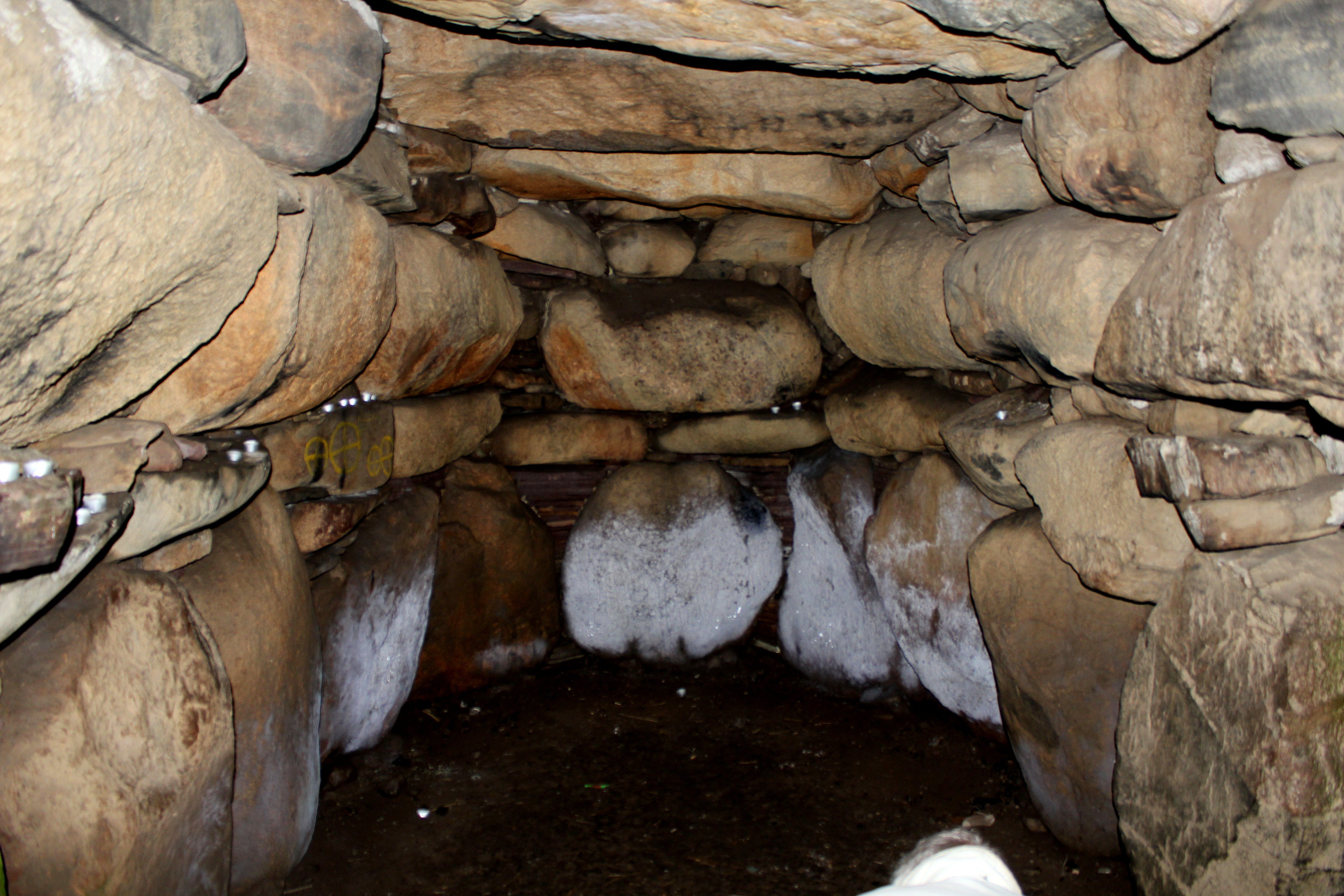
Rævehøj – mehrschichtiger Innenaufbau

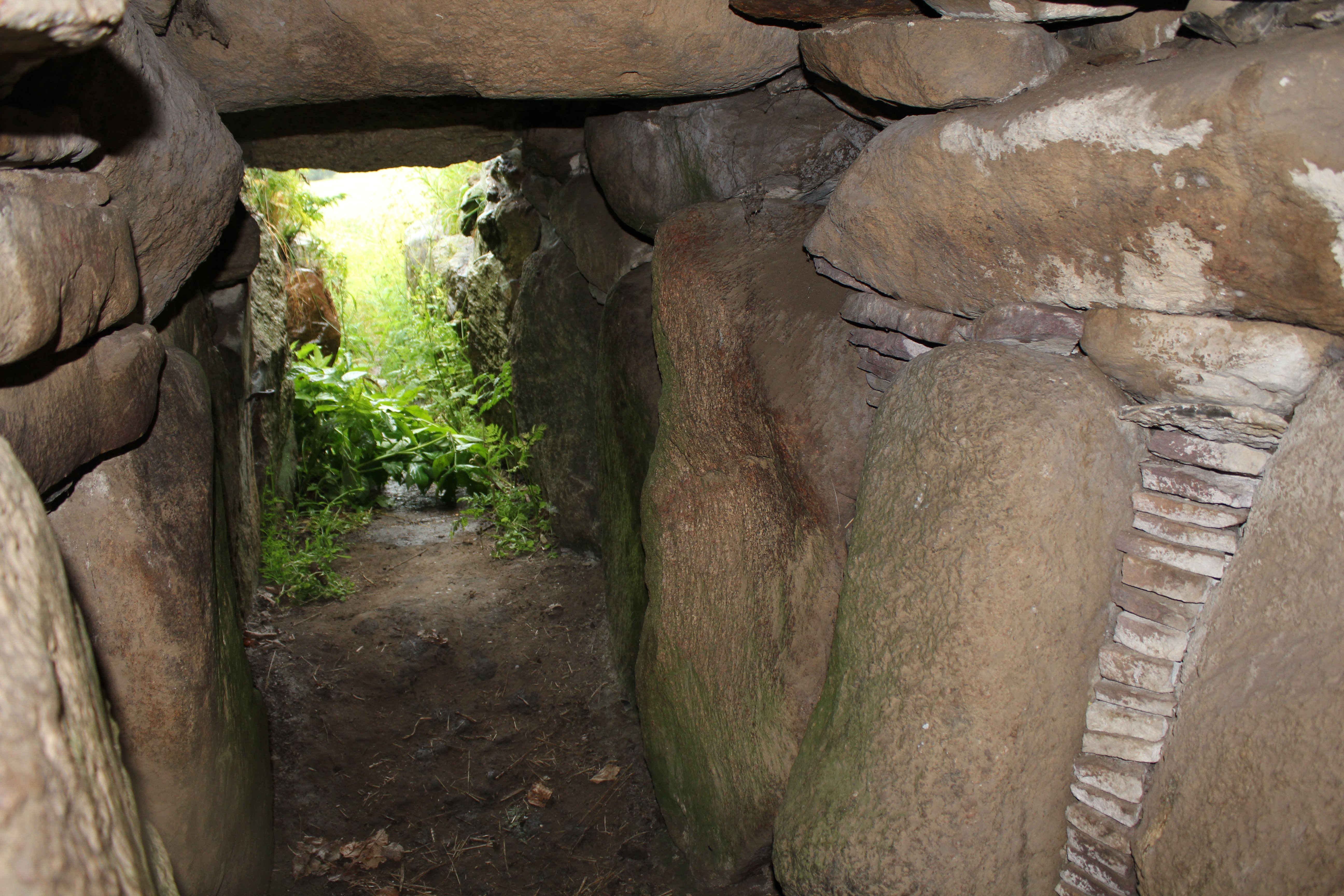
Der Gang

Der Rævehøj von Dalby (auch Rævehøj von Gørlev genannt; deutsch Fuchshügel) ist eine Megalithanlage vom Typ Ganggrab der Trichterbecherkultur (TBK), die zwischen 3500 und 2800 v. Chr. entstand. Das Ganggrab ist eine Bauform jungsteinzeitlicher Megalithanlagen, die aus einer Kammer und einem baulich abgesetzten, lateralen Gang besteht. Diese Form ist primär in Dänemark, Deutschland und Skandinavien, sowie vereinzelt in Frankreich und den Niederlanden zu finden.
Der Rævehøj liegt unweit des Regnershøj, südlich von Kalundborg nahe der Küste des Großen Belts, auf der dänischen Insel Seeland. Neolithische Monumente sind Ausdruck der Kultur und Ideologie neolithischer Gesellschaften. Ihre Entstehung und Funktion gelten als Kennzeichen der sozialen Entwicklung.

## Beschreibung
Die etwa 7,0 m lange und mittig 2,2 m breite Kammer besteht aus 19 Tragsteinen, die über drei Zwischenschichten, die fünf Decksteine der Kammer tragen. Mit 2,5 m innerer Deckenhöhe ist die Anlage die höchste Kammer Dänemarks. Der Rundhügel ist 4,5 m hoch. Der Gang besteht aus 17 Tragsteinen und hat drei erhaltene Decksteine.
Während der Bronzezeit wurde die Kammer nachgenutzt und in einen der Tragsteine wurden Radkreuze geschnitzt, die Therkel Mathiassen (1892–1967) in den 1940er Jahren entdeckte. Es ist durchaus üblich, dass steinzeitliche  Großsteingräber für Nachbestattungen verwendet wurden, aber Schnitzereien im Inneren der Anlagen sind selten.
Der Rævehøj wurde zum ersten Mal im Jahre 1852 von Fuchsjägern untersucht, die durch ein Loch in der Kammerdecke des Ganggrabes ins Innere gelangten. In den 1930er Jahren wurde er von Gustav Adolf Rosenberg (1872–1940), einem Experten in der Wiederherstellung von Großsteingräbern, untersucht. Im Gang wurde, was relativ selten ist, die Verschlussplatte gefunden, die den Zugang in die Kammer versperrte.
In der Kammer fand er kleine Tontöpfe, eine unverzierte Schale mit flachem Boden, einen Dolch und einen Abschlag aus Feuerstein. Menschliche Knochen lagen an verschiedenen Stellen. Im Grabhügel wurden Feuerstellen, Urnenbestattungen und eine Steinsetzung aus der Bronzezeit gefunden.